# Ann E. Dunwoody

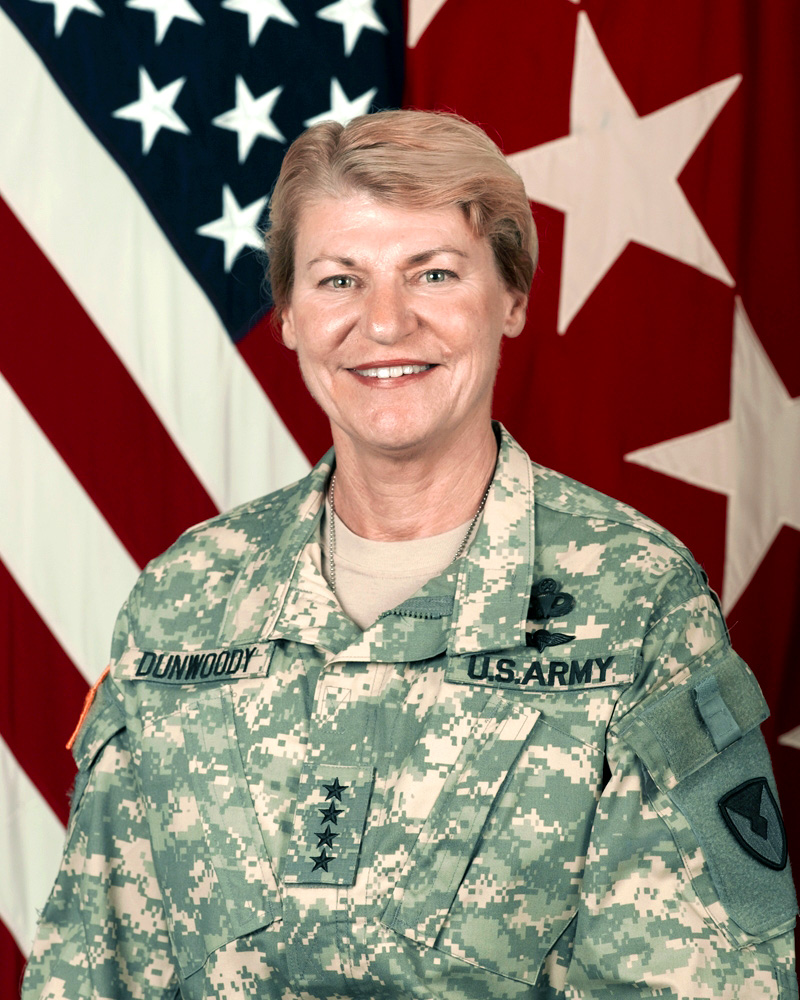
Ann E. Dunwoody (2008)

Ann E. Dunwoody (* 1953 in Fort Belvoir, Virginia) ist ein ehemaliger General der US Army. Vom 14. November 2008 bis zum 28. Juni 2012 diente sie als Kommandierender General des US Army Materiel Command; sie war die erste Frau in der Geschichte der US-Streitkräfte, die den Rang eines Generals innehatte.

## Leben
Ann Dunwoody wurde als Tochter von Elizabeth und Harold H. Dunwoody geboren. Da ihr Vater Offizier in der US Army war, lebte sie mit ihrer Familie unter anderem in Belgien und Deutschland. Sie schloss 1969 die SHAPE American High School ab.
Nach ihrem Abschluss als Sportlehrerin an der State University of New York at Cortland 1975, trat sie als Second Lieutenant dem Women’s Army Corps bei. Sie wurde zuerst als Zugführer in der 226th Maintenance Company, 100th Supply and Services Battalion in Fort Sill, Oklahoma eingesetzt. Während ihrer über dreißigjährigen Dienstzeit als Offizier im Quartermaster Corps der US Army kommandierte sie unter anderem die 226th Maintenance Company in Fort Sill; die 5th Quartermaster Detachment (Airborne) in Kaiserslautern; das 407th Supply and Service Battalion/782d Main Support Battalion (MSB) in Fort Bragg, North Carolina; das 10th Mountain Division Support Command (DISCOM) in Fort Drum, New York; das 1st Corps Support Command (1st COSCOM) in Fort Bragg; das Military Traffic Management Command (MTMC)/Military Surface Deployment and Distribution Command (SDDC) in Alexandria, Virginia, und das Combined Arms Support Command (CASCOM) in Fort Lee, Virginia.
Ihre wichtigsten Stabspositionen waren unter anderem Fallschirmjägeroffizier der 82. US-Luftlandedivision, strategische Planerin für den Chief of Staff of the Army (CSA), Executive Officer für den Direktor der Defense Logistics Agency und Deputy Chief of Staff of the Army, zuständig für Logistik (G-4).
Vom Mai 1989 bis zum Mai 1991 diente Dunwoody als Executive Officer und später als Divisions-Fallschirmjägeroffizier für das 407th Supply and Transportation Battalion, der 82. US-Luftlandedivision in Fort Bragg. Sie wurde nach Saudi-Arabien verlegt und nahm dort an der Operation Desert Shield/Operation Desert Storm teil. Als Kommandeur des 1st Corps Support Command verlegte sie 2001 mit der Logistics Task Force zur Unterstützung der Operation Enduring Freedom nach Usbekistan.
Im Jahr 1988 erwarb sie den Master of Science in Logistikmanagement am Florida Institute of Technology. Zusätzlich erhielt sie 1995 den Master of Science in National Resource Strategy am Industrial College of the Armed Forces.
Dunwoody ist mit dem im Ruhestand befindlichen US-Air-Force-Colonel Craig Brotchie verheiratet.

## Auszeichnungen
Auswahl der Dekorationen, sortiert in Anlehnung der Order of Precedence of Military Awards:
- Army Distinguished Service Medal (2 ×)
- Defense Superior Service Medal
- Legion of Merit (3 ×)
- Defense Meritorious Service Medal (2 ×)
- Army Commendation Medal
- Army Achievement Medal
- National Defense Service Medal (2 ×)
- Southwest Asia Service Medal (3 ×)